# Банда Виталия Кузнецова
Банда Виталия Кузнецова — преступное формирование, осущестлявшее деятельность в середине 1990-х годов на территории Самарской области. За два года совершила не менее 10 убийств и ряд разбойных нападений.

## Создание банды
Основателем и лидером банды был действующий сотрудник отдела по предупреждению и раскрытию краж автотранспорта Самарского областного ГУВД Виталий Николаевич Кузнецов (род. 1972). В середине 1990-х годов Кузнецов познакомился с сотрудником ОМОНа Андреем Нетёсовым, с которым поделился своими планами о создании на территории Самары организованной преступной группировки. Впоследствии Нетёсов рассказывал, что тогда и он, и Кузнецов вместе работали в милиции, и насмотревшись на царивший в те годы в России правовой беспредел, Кузнецов стал уговаривать своего напарника заняться «экспроприацией» денег и имущества у «новых русских» и прочих богачей, которые, по его мнению, нажили свои капиталы исключительно воровским путём. При этом Кузнецов рисовал перед Нетёсовым большие перспективы криминальной деятельности: можно было легко и быстро заработать, при этом избегая ответственности благодая своей службе в силовых структурах. Нетёсов согласился, и в 1995 году ими была создана банда, в которую вошли ещё шесть человек — Руслан Бабаев, Юрий Эфендиев, Сергей Каляев, Владимир Ищенко, Роман Давыдкин и Валерий Литвинов. А в 1996 году к ним присоединяется Юрий Агрипов. В то время он работал инспектором по безопасности в одном из ломбардов.
Кузнецов снабжал банду огнестрельным оружием и маскировкой, а также полностью курировал её деятельность. Большинство преступлений бандиты совершили переодеваясь в милицейскую форму и используя свои служебные удостоверения. Так они проникали в квартиры ничего не подозревающих бизнесменов якобы для проверки документов. Под этим же предлогом они останавливали на трассах автомобили и грабили водителей. За это СМИ называли банду «ментовской» ОПГ и «оборотнями в погонах». В лице Ищенко, Давыдкина и Каляева Кузнецов имел собственных информаторов, которые докладывали ему о предпринимателях в тот момент, когда у них должна была находится крупная сумма денег.
На вооружении «кузнецовских», кроме табельного оружия, были несколько пистолетов ТТ и ПМ, в том числе, один переделанный из газового, карабин СКС, помповое ружье «Мойсберг», обрез и граната.

## Преступная деятельность
Первое преступление было совершено в июне 1995 года. Кузнецов и Нетёсов от члена банды, жителя райцентра Кинель-Черкассы Владимира Ищенко получили информацию о сотруднике меховой фирмы «Отрада» Леониде Коновалове, проживающем в том же селе. Коновалов получал большие доходы не только от продажи мехов, но и от торговли антиквариатом, при этом он сумел собрать одну из самых крупных и дорогостоящих в России частных нумизматических коллекций (собрание монет стоило около 400 миллионов неденоминированных рублей), что и стало основной целью бандитов. Кузнецов и Нетёсов длительное время выслеживали Коновалова, выбирая подходящий для нападения момент. В ночь с 17 на 18 июня Коновалов подъехал к своему дому на «Волге» находясь в полном одиночестве, и когда стал открывать ворота, бандиты совершили на него нападение, в ходе которого оглушили ударом пистолета по голове и затащили в баню. В бане Коновалова избивали и подвергали пыткам, требуя выдать все свои сбережения и коллекцию монет, однако тот отказался выдавать их, после чего Кузнецов хладнокровно задушил жертву поясным ремнём. После совершения убийства преступники обыскали всё жилище, но ничего особо ценного не нашли, в конечном итоге скрывшись лишь с небольшой суммой денег и находящимся на теле убитого золотой цепочкой, часами и медальоном.
Следующую информацию Кузнецов и Нетёсов вновь получили от Владимира Ищенко, который в августе того же года указал бандитам на самарского бизнесмена Сергея Голякова, владельца фирмы «Бонус», торгующей алкогольными напитками. Информатор, лично знакомый с предпринимателем, сообщил преступникам, что в его квартире на улице Гагарина в Самаре почти постоянно хранятся крупные суммы денег. 8 августа, когда по сведениям Ищенко у Голякова должно было оказаться не менее 500 миллионов неденоминированных рублей, а сам он находился в отъезде, Кузнецов, Нетёсов и Ищенко отправились грабить его квартиру. Предварительно Ищенко позвонил Голякову, однако трубку взяла его жена Светлана, которой он сообщил, что сейчас заедет отдать долг за покупку партии спиртного. Позвонив в дверь, жена Голякова, увидев в глазок Ищенко, без колебаний открыла ему дверь, после чего в квартиру ворвались спрятавшиеся на лестничной клетке Кузнецов и Нетёсов. Угрожая пистолетами, бандиты заперли в ванной комнате малолетнюю дочь Голякова и его престарелую тёщу, а жену бросили на пол и стали её избивать, требуя деньги. Светлана отдала налетчикам кейс с 70 миллионами рублей и пакет с иностранной валютой на 15 миллионов рублей, однако это не удовлетворило бандитов, ожидавших получить не менее пятиста миллионов, после чего они продолжили избивать её. Убедившись, что от Голяковой больше ничего не добьёшься, Кузнецов задушил её собачьим поводком и вместе с сообщниками скрылся с места преступления.
18 сентября 1996 года жертвами банды стали индийские бизнесмены Бихари Сингха, Джанджей Кумара, Бихари Раджа и Чаудхори Кумара, которые занимались сбытом кожаных курток и арендовали квартиру на улице Самарской. Кузнецов с сообщниками, среди которых был новый член банды Юрий Агрипов, проникли в квартиру индусов переодевшись в милицейскую форму под предлогом проверки документов. Как только им открыли дверь, бандиты положили всех постоятельцев квартиры лицом в пол, связали их скотчем и избили, после чего похитили из квартиры дипломат, в котором лежали доллары и рубли на общую сумму около 4,5 миллиона рублей, а также забрали с собой три кожаных пальто и шесть курток.
Следующей жертвой ограбления стал предприниматель Олег Лесов, продававший норковые и енотовые шубы на Кировском рынке и хранивший их у себя в гараже. В середине октября 1996 года Кузнецов начал следить за Лесовым, установив маршрут его передвижений. На следующий день, 20 октября, Кузнецов, Агрипов и Руслан Бабаев устроили засаду у дома Лесова на улице Дачной. Когда он выходил из лифта, бандиты набросились на него и повалили на пол, после чего отобрали у него ключи от машины «Niva», а затем нанесли несколько колото-резаных ран с помощью ножа и отправили лифтом на последний этаж. «Ниву» преступники отогнали на улицу Чернореченскую, где похитили из неё 18 шуб. Несмотря на ножевые ранения, Лесову удалось выжить.
В декабре 1996 года жертвами банды стали челноки — супруги Сергей и Нина Кудашёвы, жители посёлка Петра-Дубрава, периодически летавшие в Турцию за местным дешёвым товаром, продажа которого в Самаре приносила хорошую прибыль. Наводку на них дали новые информаторы банды Роман Давыдкин и Сергей Коляев, лично знакомые с Кудашёвыми. От них Кузнецов и получил сведения о времени отъезда Кудашёвых в аэропорт «Курумоч». Предварительно Кузнецов и Нетесов переоделись в форму работников ГАИ, и ранним утром 11 декабря они стали ждать «ВАЗ-21099» Кудашёвых на дороге неподалёку от села Старо-Семейкино. В аэропорт Кудашёвы ехали не одни, а со своей знакомой Ольгой Бражниковой. Увидев нужный им автомобиль, Кузнецов остановил его взмахом жезла и сообщил владельцу, что, по сведениям милиции, эта машина находится в розыске, после чего предложил проехать в местное отделение. Кудашёв подчинился, однако бандиты поехали не в ближайшее отделение милиции, а в лесопосадку, где под угрозой огнестрельного оружия потребовали у супругов деньги. Сергей Кудашёв оказал им сопротивление, после чего отработанным приёмом Кузнецов положил его лицом в снег и убил несколькими выстрелами в затылок из пистолета, а затем также расправился с женой Кудашёва и Ольгой Бражниковой. Затем преступники положили трупы в «девятку», отогнали её вглубь леса и на своём автомобиле вернулись в город. Добычей преступников стали 18 тысяч долларов.
Не гнушались бандиты и случайными убийствами. 8 декабря 1995 года Виталий Кузнецов на почве личных неприязненных отношений забил до смерти свою соседку Татьяну Дусь. После мужчина упаковал тело в мешок, увёз его в район Южного моста и сбросил воду. Труп выловили лишь весной 1996 года. В августе 1996 года от рук бандитов погиб тольяттинец Алексей Анганзоров. Его забрали с улицы Луначарского в Тольятти и под предлогом допроса по поводу автокражи повезли в Самару, а по пути свернули в лес, где избили и сожгли заживо. Перед убийством Анганзорова заставили наговорить на диктофон обращение к жене с просьбой отдать похитителям выкуп в 50 тысяч долларов. С помощью этой записи бандиты начали звонить домой и включали вдове аудиозапись, однако та обратилась в милицию. Ещё одно странное убийство «кузнецовские» совершили в ноябре. Кузнецов и Нетёсов поехали в посёлок Томылово, где обвинили местного жителя по фамилии Яманов в краже велосипеда с дачного участка родителей Кузнецова, после чего под прикрытием милицейских удостоверений вызвали якобы давать показания в Областное УВД. По пути Яманова увезли в лес, положили лицом в землю и убили выстрелом в затылок из пистолета.
Последнее преступление банды было совершено Русланом Бабаевым и Юрием Эфендиевым в первых числах января 1997 года. Жертвами налётчиков стали супруги Юрий и Ираида Павловы, торговавшие шубами на Кировском рынке. Павловы проживали в посёлке 116-й километр в Куйбышевском районе Самары. План разбойного нападения на них разработали Кузнецов и Нетёсов. Получив информацию о том, что бизнесмены едут с рынка с деньгами и нереализованной частью товара, бандиты облачились в форму сотрудников ГАИ и стали поджидать свои жертвы на Южном шоссе неподалёку от трудового лагеря «Заря». Остановив автомобиль Павлова, Эфендиев предложил ему проехать к ближайшему посту ГАИ якобы для проверки документов. Однако по пути Эфендиев свернул в лес, где под угрозой пистолета ТТ вывел супругов из салона и хладнокровно убил обоих выстрелами в голову. После совершения убийств Эфендиев и Бабаев похитили из машины 40 шуб на сумму 274 миллиона рублей, которые затем реализовали через своих родственников в Тольятти

## Аресты, следствие и суд
В феврале 1997 года правоохранительным органам удалось выйти на след банды, после чего её участники были поочередно вычислены и арестованы. Никто из бандитов, кроме Андрея Нетёсова, не стал сотрудничать со следствием. Нетёсов в свою очередь дал показания против каждого из сообщников. Следствие велось достаточно долго, и лишь в конце 1998 года обвиняемые начали знакомиться с материалами дела. В тоже время начались первые судебные слушания. Однако затем произошло неожиданное. Прямо из СИЗО № 1 пропал один из 24 томов уголовного дела: утром в следственный изолятор были привезены документы, а вечером при проверке уже в стенах прокуратуры в папке обнаружили лишь листы газетной бумаге. После этого происшествия на свободу выпустили обвиняемых Романа Давыдкина, Сергея Коляева и Владимира Ищенко. Последний сразу скрылся за пределы Самарской области, но в конечном итоге был найден и водворён в тоже СИЗО. После этого Судья Ренат Ахмедшин вернул дело на доработку, предложив следственным органам восстановить утраченные материалы. Однако новое пребывание скандального уголовного дела в стенах областной прокуратуры закончилось очередным скандалом: в ходе работы таким же загадочным образом исчез ещё один том следственных документов. Вдобавок ко всему прокуратура Самарской области выпустила из изолятора ещё двоих обвиняемых — Валерия Литвинова и Андрея Нетесова. В результате и вторая попытка рассмотрения дела в областном суде закончилась ничем — дело вновь возвратилось на доследование. В основном были утеряны документы, содержащие доказательства убийств Бабаевым и Эфендиевым супругов Павловых.
После второй пропажи в результате служебной проверки было установлено, что к исчезновению документов в определённой степени оказались причастны старший следователь отдела по расследованию особо важных дел облпрокуратуры Вячеслав Агаджанов и младший следователь Советского РУВД Самары Светлана Крыгина. Однако ещё в июле оба уволились из органов — по собственному желанию. При этом выяснилось, что никаких следственных действий в отношении Агаджанова и Крыгиной не проводилось. Впоследствии начальник отдела по расследованию особо важных дел прокуратуры Самарской области Борису Золину, заявил, что если в результате пропажи документов кто-либо из обвиняемых будет оправдан, то это означает, что служебные проступки Агаджанова и Крыгиной привели к тяжким последствиям, и они понесут уголовную ответственность.
По факту всех этих утрат конфиденциальных материалов областной прокуратурой было возбуждено уголовное дело, и все его материалы были привезены в здание областного ГУВД. Однако уже на следующий день, 10 февраля 1999 года,  в здании произошёл крупный пожар, уничтоживший и другие документы по делу банды.
Лишь в начале 2000 года как и пропавшие, так и сгоревшие материалы дела были всё же восстановлены. Тогда же началось третье слушание дела «ментовской банды» под председательством многоопытной судьи Самарского областного Ольги Бурцевой. При этом тогда под стражей, кроме Кузнецова, находились только Бабаев и Эфендиев — у остальных обвиняемых уже истёк максимальный двухгодичный срок пребывания под стражей в период следствия.
Труднее всего было работать с Кузнецовым, который на суде отказывался от дачи показаний и не признавался ни в одном из предъявленных ему эпизодов обвинения. Каждый раз он говорил: «Такого преступления я не совершал». А когда ему зачитывали его собственные признания, которые он давал на предварительном следствии, Кузнецов обычно заявлял, что тогда он был вынужден признаться под физическим давлением оперативников и следователя, однако это было опровергнуто. Остальные члены банды также ссылались на 51-ю статью Конституции РФ и отказывались от дачи показаний, так как искренне боялись мести со стороны главаря. Не боялся Кузнецова только Нетёсов, который фактически и рассказал следователям весь преступный путь банды, при этом он говорил, что Кузнецов убивал не только ради избавления от нежелательных свидетелей, но и исходя из патологического влечения к убийствам и садизма.
При вынесении приговора судья столкнулась с весьма непростой юридической коллизией. С 1 января 1997 года в России вступил действие новый Уголовный кодекс. Поскольку члены банды Кузнецова свои самые тяжкие преступления совершили до указанной даты, их судили по статьям «старого» УК РСФСР, который по статьям, инкриминируемым бандитам, предусматривал высшую меру наказания — расстрел. Однако на момент вынесения приговора суд уже не мог воспользоваться этой мерой, поскольку с 1997 года Россия по требованию Совета Европы ввела мораторий на смертную казнь. При этом, суд при завершении слушания данного дела не мог воспользоваться и такой нормой права, как пожизненное заключение для осуждённого. В «старом» Уголовном кодексе такая мера наказания просто не была предусмотрена — в нём была лишь одна альтернатива: либо расстрел, либо 15 лет лишения свободы.
3 июля 2000 Самарский областной судвю вынес членам банды приговор. Главарь Виталий Кузнецов получил максимальный возможный срок — 15 лет лишения свободы. Такой же приговор получили Нетёсов и Эфендиев. Бабаев был приговорён к 14 годам тюремного заключения (позднее наказание было сокращено до 13,5 лет),  а Давыдкин, Каляев и Ищенко получили от 7 до 9 лет лишения свободы каждый, все — в исправительной колонии строгого режима. Виталий Кузнецов на протяжении всего судебного процесса вину ни в одном инкриминируемом преступном эпизоде так и не признал.
Единственным членом банды, которого не смогли задержать, стал Юрий Агрипов. Его разыскивали вплоть до сентября 2006 года. И нашли в самарской ИК № 5, где мужчина уже несколько лет отбывал наказание за разбой. В итоге ему к уже имеющемуся сроку добавили еще 11 лет.

## Последующие события
Впоследствии за активное сотрудничество с правоохранительными органами Верховный суд РФ снизил приговор Нетёсову до 6 лет лишения свободы, и вскоре он освободился условно-досрочно. Виталий Кузнецов вышел на свободу, отсидев срок полностью, в феврале 2012 года и вернулся в Самару, где стал вести уединённый образ жизни и избегать публичности. О дальнейшей судьбе остальных членов банды, за исключением Руслана Бабаева и Валерия Литвинова, ничего не известно.
Руслан Бабаев освободился условно-досрочно в мае 2006 года. Освободившись, он сошёлся со своей давней любовницей Евгенией Голубевой, которой в наследство от умершего мужа перешли квартира и дорогостоящий автомобиль. Бабаев решил завладеть ими и в феврале—марте 2007 года совершил убийство Голубевой, её дочери, сестры и родителей. Скрывать следы преступлений, в частности прятать трупы, ему помогал бывший член банды Кузнецова Валерий Литвинов. В мае 2007 года Бабаев был арестован за убийство семьи Голубевой из пяти человек. К этому моменту он успел продать квартиру сожительницы за 1 миллион 404 тысяч рублей и начал готовиться к своему отъезду в другой регион. В 2009 году Бабаев был признан виновным и приговорён к пожизненному лишению свободы, а Валерий Литвинов — к 1,5 годам тюремного заключения (однако он был освобождён от уголовного наказания в связи с истечением срока давности).
В апреле 2021 года Виталий Кузнецов был арестован за хранение огнестрельного оружия. В тот день сотрудники отдела по борьбе с оргпреступностью проводили оперативно-розыскные мероприятия в ГСК на улице Битумной, 2А. Здесь они остановили автомобиль Renault Kaptur, за рулем которого находился Кузнецов. В ходе обыска в его автомашине были обнаружены 2 гранаты Ф-1, граната РГО, два взрывателя, дореволюционный наган, пистолет ТТ, карабин «Барс-4» с оптическим прицелом, двуствольное ружьё и 221 патрон различного калибра. Кузнецов заявил, что хранил это оружие в гараже ещё с 1990-х годов и, узнав об интересе правоохранительных органов, решил перевезти их в более безопасное место. После проведения экспертиз были возбуждены уголовные дела по статьям «Незаконное хранение оружия и боеприпасов» и «Незаконное хранение взрывчатки».